# ケヴィン・モーラン
ケヴィン・モーラン（Kevin Moran、1956年4月29日 - ）は、アイルランド共和国ダブリン出身の元サッカー選手。現役時代のポジションはDF。

## 経歴
1978年にマンチェスター・ユナイテッドの一員となると、10年間もの間守備の要として最終ラインを守り、1980年代のマンチェスター・ユナイテッドを代表する選手の一人となった。DFでコンビを組んだ同郷のポール・マグラーとは、クラブ以外にアイルランド代表においても長きに亘り共にプレーし、UEFA欧州選手権1988では初の予選突破、ワールドカップでは1990 FIFAワールドカップに初のベスト8、1994 FIFAワールドカップベスト16に大きく貢献した。
その後スペインへと移り、スポルティング・デ・ヒホンで2年間プレー。キャリアの晩年は再びイングランドへ戻り、ブラックバーンで4年間プレーした後に引退した。

## 所属クラブ
- 1978-1988  マンチェスター・ユナイテッド
- 1988-1990  スポルティング・デ・ヒホン
- 1990-1994  ブラックバーン